# Большая базилика (Мангуп)
Большая базилика — общепринятое название развалин православного храма на Мангупе, по мнению историков — главного храма Феодоро и центра Готской епархии (с 1333 года — митрополии). Надежда Бармина в работе «Мангупская базилика» 1973 года употребляла наименование «храм св. Константина и Елены», но в более поздних трудах историков такое посвящение не встречается и этим именем сейчас принято называть другой храм.
Базилика расположена в центральной части плато, у основания мыса Чуфут-Чеарган-Бурун, примерно в 150 м к северо-западу от Дворца князя Алексея. В ансамбле комплекса крепости и пещерного города «Мангуп-Кале» Большая базилика объявлена объектом культурного наследия народов РФ федерального значения в России и памятником культурного наследия Украины национального значения. Развалины базилики местами сохранились на два ряда кладки, северная стена — на высоту до 2,1 м, раскопки и исследования памятника считаются не завершёнными.

## Описание
Памятник, по мнению историков, бывший епископским комплексом, включает собственно базилику, почти примыкающий к ней с запада баптистерий, предназначенный для крещения взрослых (позже превращённый в часовню), резиденцию епископа и термы.

Здание базилики, прямоугольное в плане, с пристроенными с южной и северной сторон галереями — А. Л. Якобсон относил её к «эллинистическому типу», размерами, по данным Н. И. Барминой 32,5 на 28,0 м, А. Л. Якобсон приводит размеры 31,5 на 26,2 м, В. П. Кирилко указал 30,6 на 19,0 м (без боковых галерей). Храм представлял собой трёхнефную базилику, разделённую внутри двумя рядами колонн по 6 штук на три 

План базилики работы Якобсона, 1938 г.

продольные части. Якобсон предполагал, что колонны изначально были мраморными, которые при перестройках заменили на изготовленные из местного известняка, что подтверждается последующими раскопками: были найдены мраморные коринфские капители и твёрдо установлено, что в архитектурном оформлении использовался проконнесский мрамор. Центральный и южный нефы заканчивались трёхгранными апсидами. Стены были выложены в два ряда, «в перевязь», из крупных тёсаных блоков (квадров, средний размер 1,14 на 0,42—0,46 на 0,17—0,30 м), с узкой забутовкой между ними, заполненной небольшим слоем мелкого бутового камня и щебня, залитого известковым раствором с примесью толчёного кирпича и черепицы толщина стен около 0,95—0,97 м — примерно, три византийских фута — распространённый ранневизантийский строительный стандарт (римская система кладки). При перестройке храм восстанавливался по первоначальному плану и вторично (иногда с подтёской) использовались камни из прежней кладки, но уже без соблюдения строгих строительных норм. Предполагается, что здание имело деревянную крышу и большое количество окон.
Вход в храм первоначально располагался с западной стороны, но, возведённая в начале XV века «Вторая оборонительная стена» прошла достаточно близко от него (через паперть) и был устроен новый вход с южной стороны. На каменных блоках по бокам западного входа были вырезаны вписанные в круг ранневизантийские кресты, портал южного был украшен резьбой по камню в виде так называемой «сельджукской цепи» — двойного переплетающегося жгута и сложного растительного орнамента. Западный вход имел уложенные на материковую скалу ступени из каменных плит и деревянные двери (сохранились гнёзда дверных косяков). Оба входа вели в притвор, также имевший мозаичный пол (практически не сохранился), из которого в центральный неф также вела ступенька. Алтарная преграда была выполнена из профилированных мраморных плит, мрамор также широко использовался в отделке алтаря.

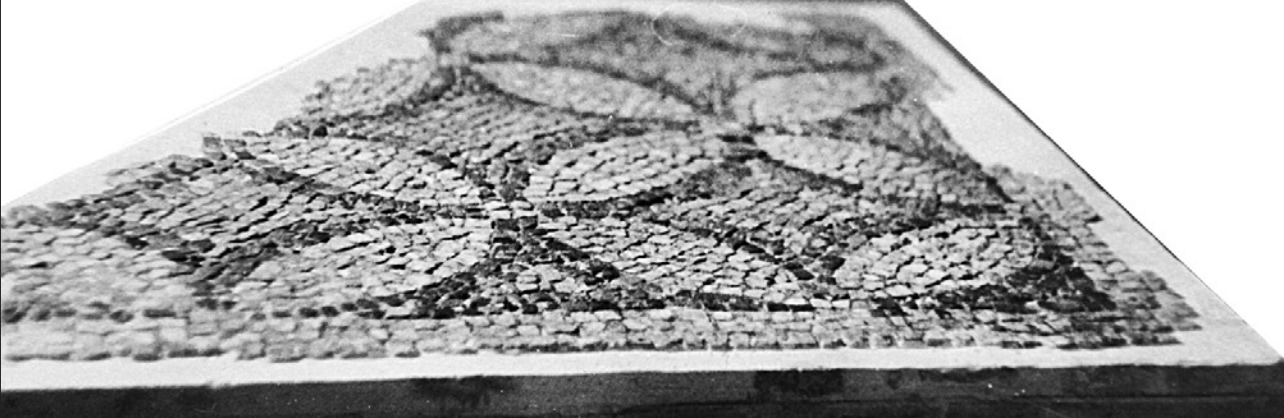
Мозаика базилики

Полы базилики были изначально вымощены многоцветной мозаикой с рисунком из пересекающихся кругов (аналогичный херсонесским), выложенная из кубиков четырёх цветов: белые из мрамора, тёмно-красные (розовые) из кирпича, желтые из местного известняка и чёрные из балаклавского песчаника. Круги были изображены красными кубиками и обрамлены чёрными, внутренние сегменты заполнены белыми кубиками, образовавшиеся в результате их пересечения ромбы — жёлтыми. Солея выложена каменными плитами, уложенными на известковое основание, о чём впервые сообщал Ф. А. Браун в 1890 году. Р. Х. Лепер, в 1912 году нашедший фрагмент мозаичного пола у северной стенки алтаря, полагал, что «мозаичные полы украшали всю поверхность пола около солеи и амвона». Часть пола была вымощена в редкой в Крыму сложной и дорогостоящей технике пластиночной мозаики (лат. opus sectile). Впоследствии, в период Феодоро, остатки мозаик заложили плитами известняка и плинфой, а стены были расписаны фресками (в «поэме иеромонаха Матфея», посетившего Мангуп в 1390-х годах, роспись базилики, в отличие от мозаик, не упоминается). Фрагменты мозаик базилики были сняты, законсервированы и переданы археологическому музею исторического факультета Симферопольского госуниверситета, который впоследствии сгорел; вместе с ним погибли и отреставрированные фрагменты мозаики.

### Крещальня
Крещальня, расположенная на расстоянии не более 1 м севернее базилики и предназначенная для крещения взрослых, олицетворяет важность епископского комплекса, а взаимное расположение с базиликой указывает на их одновременное функционирование и взаимодействие. Для крещальни в северной стене северной галереи были устроены две двери: западная предназначалась для неофитов, идущих к крещению, а восточная — для вновь окрещённых, которые направлялись ближе к алтарю для принятия первого причастия. Купель была круглой снаружи, диаметром 0,92 м, и крестообразной изнутри, глубина достигала 0,42 м, изнутри была отделана цемянковым раствором, ступени, судя в купель вели с востока. Такой тип купели был широко распространён в VI веке. Установлено два строительных периода в истории крещальни: ранневизантийский (VI век, возможно, конец V века) и средневековый, когда крещальню перестроили в мемориальную часовню, когда к первоначальному прямоугольнику крещальни пристроили апсиду для размещения канунника. Мозаичные полы, изначально сделанные в технике «opus tessellatum» были заменены каменными плитами, уложенными прямо на мозаичный пол (в новой апсиде пол был вымощен кирпичом). М. А. Тиханова считала, что перестройка в часовню могла произойти в X веке.

### Погребения
Раскопки базилики, с самых первых в XIX веке, открыли множество погребений различных типов по бокам центрального нефа, в боковых нефах и в притворе, датированные начиная с V—VI века до совершённых уже после разрушения базилики — 87 гробниц и 482 грунтовых захоронения. Всего идентифицировано три яруса христианских погребений — типичная картина христианских захоронений в церковном здании и у его стен; часто они совершались неоднократно в одной и той же могиле, пока церковь действовала, а после её разрушения все занятое ею пространство часто превращалось в кладбище, что, фактически, произошло с мангупской базиликой. Исследователи разделили захоронения на пять групп: склепы, мавзолеи, каменные ящики, саркофаги и могилы, высеченные в скале, что является основным хронологическим показателем.

## Средневековые надписи базилики
За время изучения на территории памятника было найдено несколько эпиграфических памятников, относящихся к разным периодам жизни храма. Все обнаруженные в храме надписи не датированы, и время их создания определяется, в основном, методом палеографического анализа.
- Прошение Агапия, Григория и Иоанна IX—XI века — 3 надписи на обломке известнякового ранневизантийского фриза, украшенного двойным рядом листьев аканфа, найденного в 1938 году при раскопках М. А. Тихановой в вымостке крещальни над одной гробниц Большой базилики.
- Надписи на карнизе X—XI века — эпиграфический памятник на обломке известнякового фриза из базилики — вторая часть предыдущего карниза. Содержит множество надписей и рисунков в технике граффити, датируемых историками периодом от IX до XI века.
- Прошение -ивеи и -ата X—XI века — надпись на плите из известняка, размерами 30,0 см высотой, 36,0 см шириной и толщиной 17,0 см. Плита со «сложнопрофилированным карнизом с 3 полочками», слева стёсана, справа и снизу обломана, правый верхний угол отколот. Найдена при раскопках дворца Р. Х. Лепером в 1913—1914 году, судя по всему, была встроена в его стену. Хранится в Херсонесском музее. Восстановленный и переведённый Виноградовым текстср.-греч. Ὦ ἔ]νδοξε μυ̣[στοδότα (e.g.)], [τὸν θ]εόν σε προσκ[αλοῦμεν] resp. προσκ[αλοῦσιν] [.. ? ..]υ̣βαηα, νύπιος κώμ[ητος τοῦ δεῖνος, καὶ?] [.. ? ..]α̣τ, υἱὸς Μούνζη τοῦ — … [с]лавный Та[йнодавче (?), Б]ога Тебя приз[ываем…]ивея, младенец ком[ита и] …ат, сын Мунзи…Трактуется, как обращение к Богу (или его благодарение) знатных феодоритов, один из которых носил титул комита, вероятно, с просьбой об исцелении упомянутой по имени девочки-младенца. палеографический анализ позволяет отнести надпись к X—XI веку[19]. Описана В. В. Латышевым в статье 1918 года[20].
- Надпись над иконой Богородицы, XV век — надпись на небольшой арке из известняка, от которой сохранилось 2 фрагмента. Предполагается, что это было обрамление какого-то предмета с полукруглым верхом — скорее всего, иконы Богородицы, по форме шрифта относится к XV веку. Читаются сохранившиеся слова «… Матерь Божья…» (ср.-греч. ος Μ(ήτη)ρ Θ…ῦ …Η). Найдена при раскопках Р. Х. Лепера в 1913 году в районе дворца и базилики и могла относится к любому из этих зданий[21], опубликована Латышевым в 1918 году[20]. В работе 2000 года А. Ю. Виноградов сообщал, что памятник хранится в фондах Херсонесского музея[22], в капитальном труде 2015 года — что место хранения неизвестно[21].
- Надгробие Иоанна XIV—XV века — надпись на четырёхгранной капители я восьмигранной колонки алтарной преграды южной апсиды Большой базилики, нанесённая густой красной краской[23]. Была найдена при раскопках Р. Х. Лепера в 1912 году и им же издана[16] в виде ср.-греч. Ἰω(άννης) ἐτελιότη (Иоанн скончался), надпись упоминается Н. И. Барминой[24]. Могла относиться к похороненному где-то рядом ктитору храма, современное местонахождение неизвестно, изображений не сохранилось[23].
- Надгробие неизвестного — надгробная надпись на плите из известняка толщиной 8,0 см, выполненной в виде круга, обломанного сверху и снизу, с врезанным изображением креста и рамкой; текст нанесён на ремке. Найдена в 1938 году при раскопках Большой базилики М. А. Тихановой, предполагается, что плита предназначалась для вставки в стену. Виноградов трактует надпись ср.-греч. κ̣υ̣μ̣ύ̣θυ τὸ π̣[…]ινὴ Ἰο̣υ̣ν̣ήου θ как Почило д[итя (?)] 9 июня. Палеографически датируется X—XV веком, хранится в лапидарии Бахчисарайского историко-культурного заповедника[25].
- Надпись на хлебном штампе, X—XII века — круглая известняковая плитка диаметром 11,2 см и толщиной 3,5 см. Найдена в 1976 году Н. И. Барминой при раскопках северной галереи базилики, хранится в музее Херсонес Таврический. Представляет собой подобие просфорного штампа, который ставили на специальном хлебе, предназначенном для изобличения вора, что практиковалось до XII века. Текст печати содержит 28 стих из 9 псалмаср.-греч. Οὗ ἀρᾶς τὸ στόμα αὐτοῦ γέμη κ(αὶ) πικρίας κὲ δόλου — «Егоже клятвы уста его полна суть и горести, и лести»[26]
- Литургическая надпись X—XIII века — обрывок надписи литургического содержания на верхнем краю известняковой плитки размерами 6,0 см высотой, 12,5 см шириной и толщиной 2,5 см. Найден в 1993 году Н. И. Барминой при раскопках юго-западного участка базилики, хранится в музее Херсонес Таврический. Палеографически датируется X—XIII веком[27].

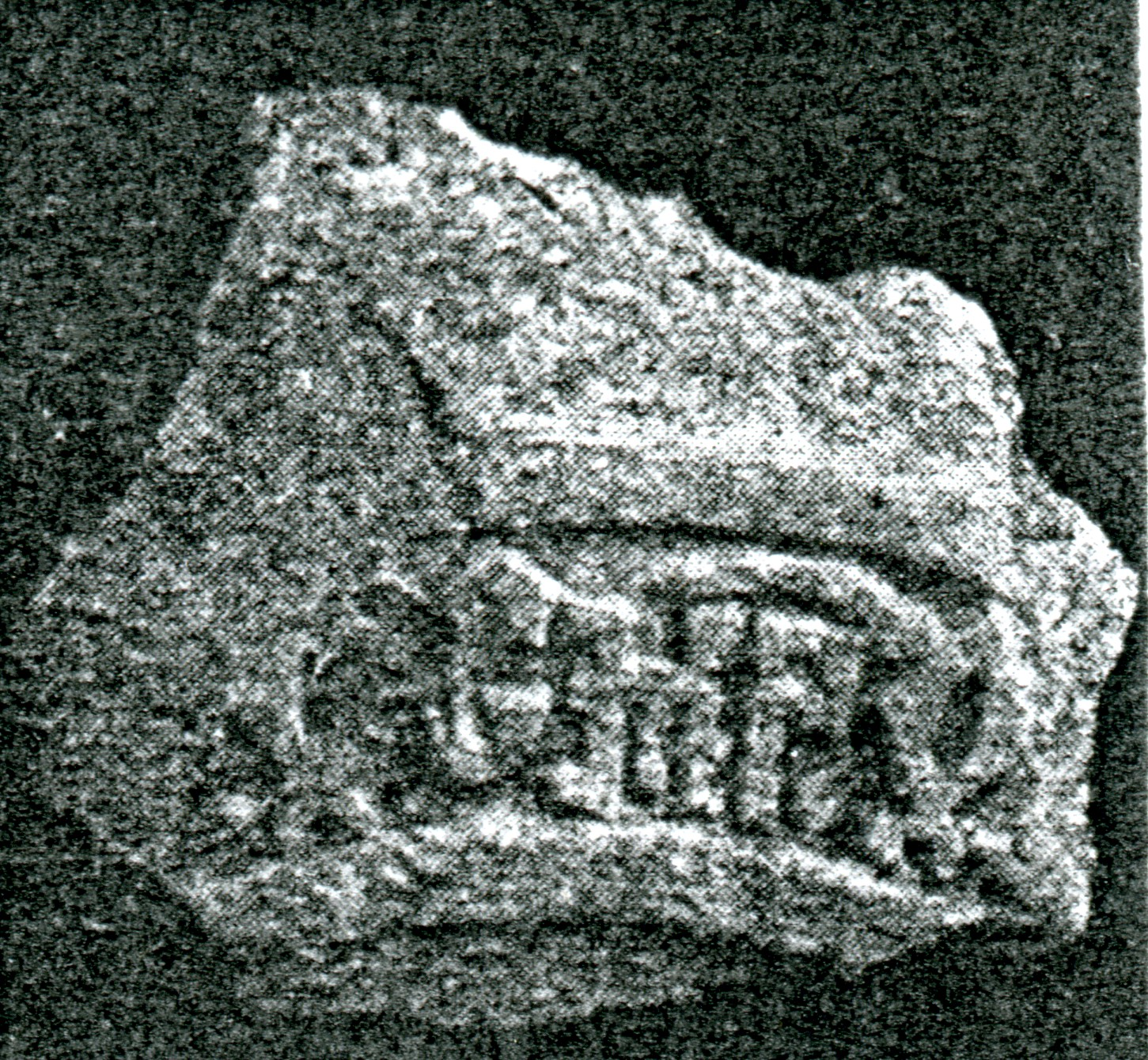
Надпись XV века над иконой Богородицы.
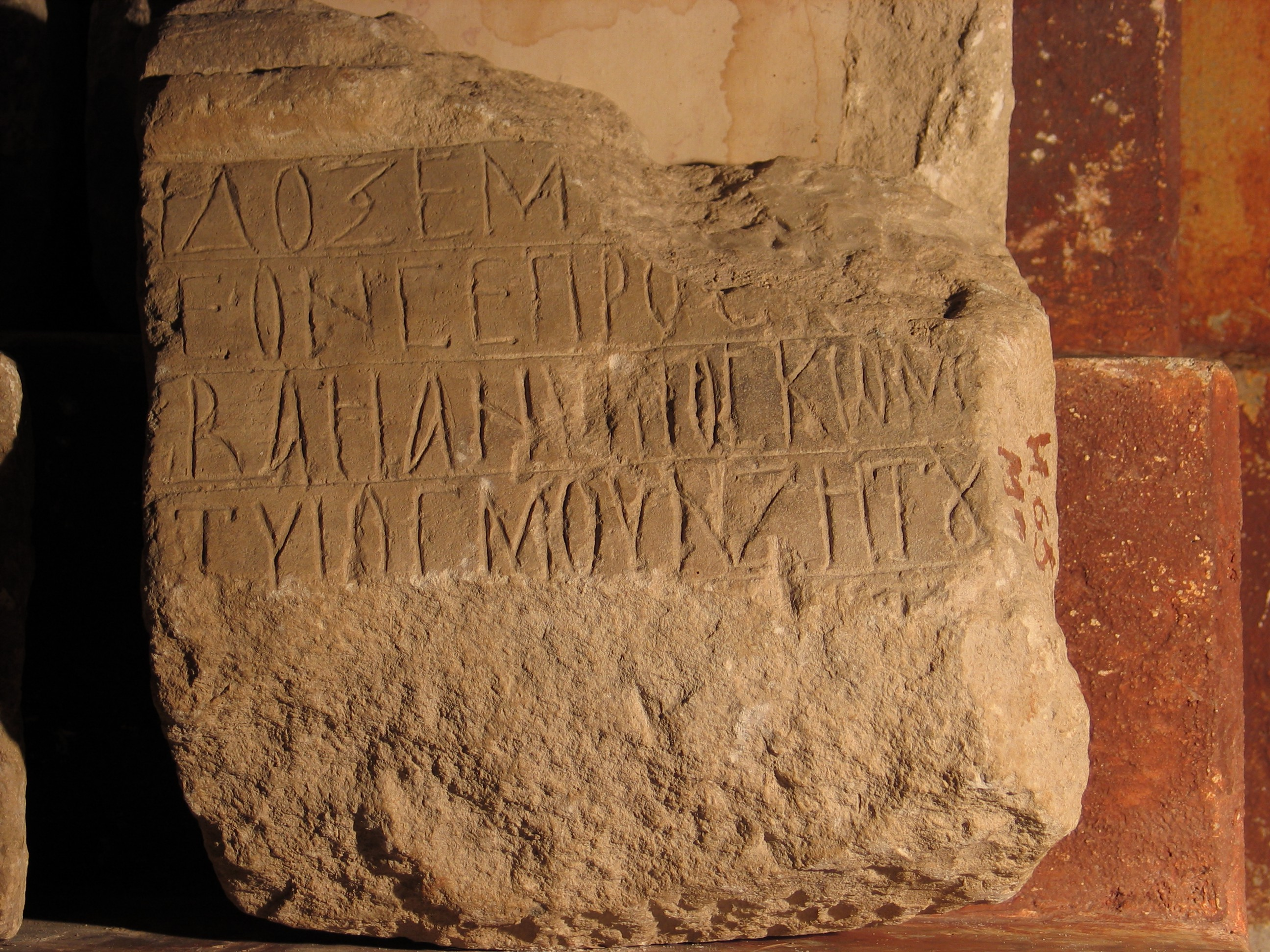
Плита с надписью «Прошение -ивеи и -ата X—XI века».
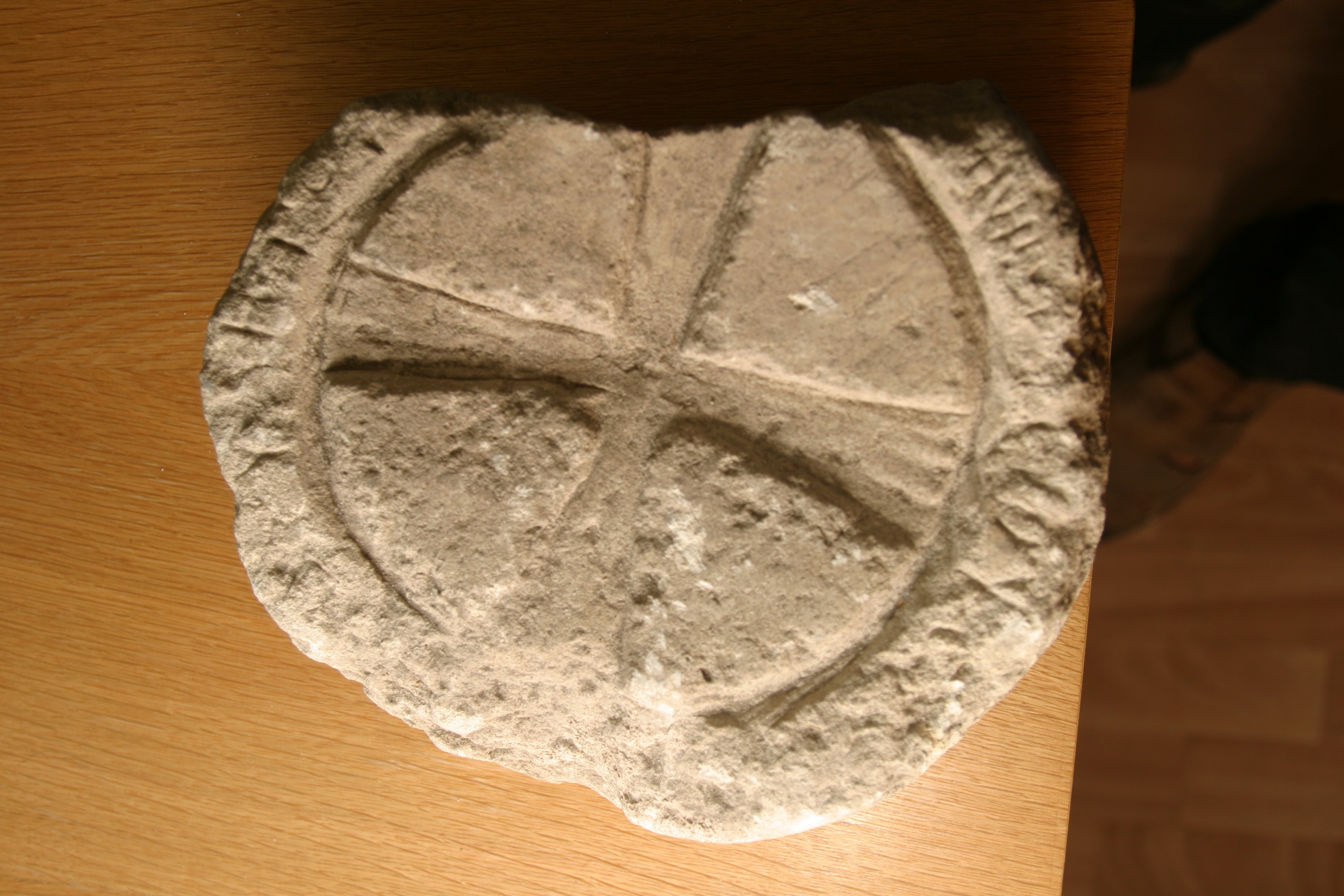
Надгробие неизвестного — надгробная надпись X—XV века.
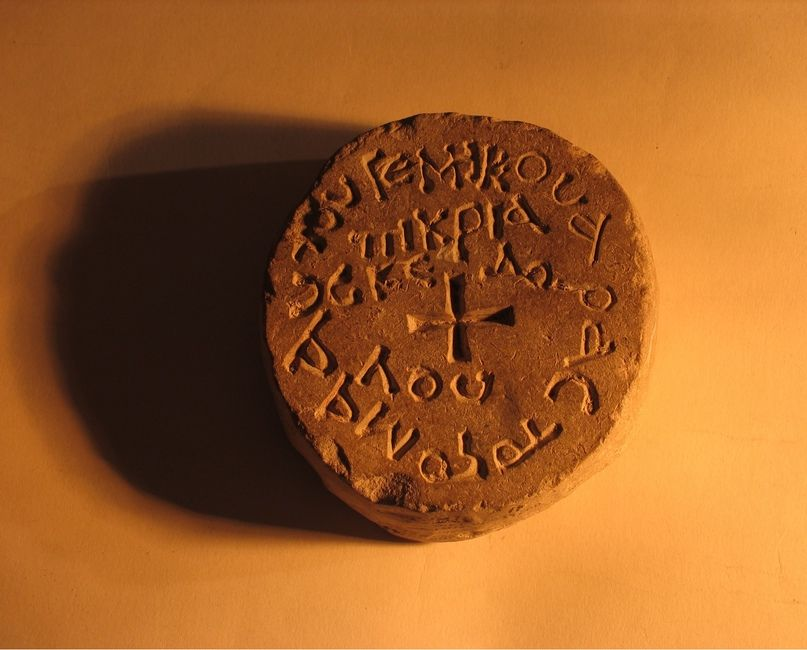
Надпись на хлебном штампе X–XII века.

## История базилики
Историю базилики подразделяют на три строительных периода — ранневизантийский (VI век), средневизантийский (IX—X век) и палеологовского времени, которые хронологически совпадают с отдельными этапами истории самого Мангупа. Считается, что небольшой храмовый комплекс на месте базилики существовал с VI века, что подтверждается археологическими находками: в 1938 году была обнаружена нижняя часть коринфской капители с мягким аканфом — аканф этого типа, как и профилированные мраморные плиты из алтаря был массовой продукцией проконнесских мастерских в последние десятилетия V века и в первой половине VI века. Анализ литургических аспектов храма также позволяет отнести его создание к ранневизантийскому времени. Н. И. Бармина полагает, что самый ранний храм мог быть построен в IV веке, а не ранее начала VII века на его месте сооружается однонефная церковь и крещальня (не позднее VI века датируется и известняковая капитель из крещальни местной работы в ранневизантийском коринфском стиле). Ранее существовала версия, что первоначальный храм был перестроен в однонефную базилику не ранее начала VII века, либо в VIII веке, но в работе 2017 года Н. И. Бармина высказала мнение, что большой трёхнефный храм возник лишь в IX—XIII веке на месте ранней и более скромной церковной постройки, разрушенной при захвате Мангупа хазарами в VIII веке. Трёхнефный храм, в свою очередь, согласно Барминой, был полностью разрушен в конце XIV века, а князь Алексей восстановил лишь южный неф, превратив его в подобие дворцовой часовни, расписанной фресками (известно, что ранний храм, украшенный многочисленными мраморами, погиб в пожаре). По мнению А. Г. Герцена в 1420-е — 1430-е годы, в правление князя Алексея, базилика была возобновлена в полном объёме (два ряда восьмигранных колонн из местного известняка, украшенные «сельджукскими» мотивами и алтарная преграда в южной апсиде относятся историками к позднему периоду базилики). В связи со строительством в то же время недалеко княжеского дворца, восстановленный храм должен был, кроме чисто церковных, реализовывать и представительские функции: значительно перестраивается стена у главного входа, портал которого украшается сложной резьбой, как парадный вход для князя в соответствии со вкусами эпохи. После захвата Мангупа турками в 1475 году в облике базилики также происходили изменения: К южному нефу пристраивается алтарная апсида, перенесённая из другого храма, которая украшается архитектурными деталями, выполненными в новом стиле, в южной галерее строятся помещения с двумя смежными
комнатами. К началу XVI века базилика пришла в окончательный упадок. Польский дипломат Мартин Броневский в 1578 году храм уже не упоминает.